# Lưu Xuân Thư
Lưu Xuân Thư (sinh năm 1932-2011) là nam diễn viên, đạo diễn, nhà quay phim tài liệu người Việt Nam.

## Sự nghiệp
Lưu Xuân Thư từng là học sinh của trường Trung học phổ thông chuyên Nguyễn Huệ. Năm 1954, ông là học sinh thuộc nhóm Dự bị Đại học của Khu giáo dục Liên khu 3.
Năm 1954, ông làm kế toán tại Doanh nghiệp Quốc doanh Chiếu bóng và chụp ảnh Trung ương cho đến năm 1959, Xưởng phim truyện Việt Nam thành lập, ông là Phó ban kiến thiết cơ bản kiêm Bí thư Đoàn Thanh niên của xưởng phim. Thời gian này, ông tham gia Khu Điện ảnh trường Cổ Loa tại Hà Nội. Năm 1960, Đoàn Thanh niên tham gia thực hiện bộ phim Lửa trung tuyến. Sau thời gian không tìm được diễn viên ưng ý, đạo diễn chính là Phạm Văn Khoa đã giao vai Dũng – nhân vật nam chính của phim – cho Lưu Xuân Thư. Năm 1963, ông tiếp tục có vai chính thứ hai trong phim Đi bước nữa của hai đạo diễn Trần Vũ, Mai Lộc.
Từ năm 1961 đến 1963, Lưu Xuân Thư được cử đi học quay phim tại trường Điện ảnh Việt Nam cùng khóa với Hồng Sến, Kiều Thẩm, Lò Minh. Ông tốt nghiệp với bộ phim Trên vĩ tuyến 17 của đạo diễn Lý Thái Bảo và Nhất Hiên.
Trong Chiến dịch Hồ Chí Minh có 4 đoàn làm phim tham gia ghi hình, đoàn làm phim của ông gồm đạo diễn Bùi Đình Hạc, biên kịch Trần Kim Thành, ông là quay phim chính, nhiếp ảnh gia Lưu Xuân Tú là phó quay, nhân viên thu thanh Đào Văn Biên và lái xe Nguyễn Văn Sắc. Họ cùng có mặt tại Dinh Độc Lập vào ngày 30 tháng 4 năm 1975. Ngay sau đó, Lưu Xuân Thư trở về trường Điện ảnh Việt Nam làm giảng viên tại đây.
Năm 1982, Lưu Xuân Thư lúc này là Phó Giám đốc Hãng phim Tài liệu và Khoa học Trung ương đã chỉnh lý và giao kịch bản phim tài liệu "Hà Nội năm cửa ô" của Ðào Trọng Khánh cho đạo diễn Trần Văn Thủy. Bộ phim tài liệu sau đó có tựa đề Hà Nội trong mắt ai, sau khi ra mắt đã gặp nhiều rắc rối và bị cấm chiếu cho đến năm 1987. Bộ phim này là tác phẩm đầu tay của nhà quay phim Lưu Hà – con trai ông, Lưu Xuân Thư cũng đóng vai trò đồng biên kịch của phim. Với Hà Nội trong mắt ai ông giành được giải Biên kịch xuất sắc, còn Lưu Hà giành giải Quay phim xuất sắc tại Liên hoan phim Việt Nam lần thứ 8.
Năm 1984, ông được Nhà nước Việt Nam phong tặng danh hiệu Nghệ sĩ ưu tú, cũng trong năm này, ông và Lưu Hà tham gia quay bộ phim tài liệu Điện Biên Phủ - Niềm hy vọng do Đào Trọng Khánh đạo diễn. Lưu Xuân Thư từng tham gia giảng dạy tại Trường Đại học Sân khấu – Điện ảnh Hà Nội và giữ chức Giám đốc Hãng phim Tài liệu và Khoa học Trung ương.

## Đời tư
Lưu Xuân Thư lập gia đình với Nguyễn Thị Lam – một nghệ sĩ hóa trang, hai người con trai của họ đều theo ngành điện ảnh là diễn viên, họa sĩ, nhà quay phim Lưu Quang Vinh (Lưu Vinh) và nhà quay phim Lưu Ngọc Hà (Lưu Hà). Một trong số các cháu nội của ông là Michael Lưu Quang Minh – con trai Lưu Vinh, từng dẫn chương trình kênh truyền hình VTV4 trước năm 2017, ông ngoại của Michael là nhạc sĩ La Thăng. Lưu Xuân Thư là bác ruột của diễn viên, Nghệ sĩ Nhân dân Lan Hương.
Sau khi nghỉ hưu, Lưu Xuân Thư bị tai biến và phải chịu di chứng. Đợt đầu khiến ông bị liệt nửa người, một đợt khác vào năm 2007 khiến ông phải nằm liệt giường.

## Tác phẩm

### Ấn bản
- 1987: Phim tài liệu Việt Nam - đồng tác giả Phạm Ngọc Trương, Trung Sơn, Lương Đức[23]

### Phim truyện
| Năm  | Tựa đề                           | Hình thức            | Đạo diễn                    | Vai trò khác    | Chú thích |
| ---- | -------------------------------- | -------------------- | --------------------------- | --------------- | --------- |
| 1961 | Lửa trung tuyến                  | Phim truyện điện ảnh | Phạm Văn Khoa, Lê Minh Hiền | Diễn viên chính |           |
| 1963 | Đi bước nữa                      | Phim truyện điện ảnh | Trần Vũ, Mai Lộc            | Diễn viên chính |           |
| 1965 | Trên vĩ tuyến 17                 | Phim truyện điện ảnh | Lý Thái Bảo, Nhất Hiên      |                 |           |
| 1966 | Nguyễn Văn Trỗi                  | Phim truyện điện ảnh | Lý Thái Bảo, Bùi Đình Hạc   |                 |           |
| 1966 | Cuộc chiến đấu vẫn còn tiếp diễn | Phim truyện điện ảnh | Nguyễn Khắc Lợi             | Diễn viên       |           |
| 1967 | Một chiến công                   | Phim truyện điện ảnh | Nguyễn Đỗ Ngọc              |                 | [ 22 ]    |
| 1969 | Tiền tuyến gọi                   | Phim truyện điện ảnh | Phạm Kỳ Nam, Quốc Long      |                 | [ 22 ]    |
| 1971 | Đường về quê mẹ                  | Phim truyện điện ảnh | Bùi Đình Hạc                |                 |           |
| 1973 | Hoa thiên lý                     | Phim truyện điện ảnh | Bùi Đình Hạc                |                 | [ 22 ]    |

### Phim tài liệu
| Năm  | Tựa đề | Đạo diễn          | Vai trò   | Chú thích |
| ---- | --- | ----------------- | --------- | --------- |
| 1975 | Sài Gòn tháng 5-1975                                                                                             | Bùi Đình Hạc      | Quay phim | [ 4 ]     |
| 1976 | Tiếng nổ sau chiến tranh                                                                                         | Nguyễn Ngọc Quỳnh | Quay phim | [ 24 ]    |
| 1978 | Thủ tướng Phạm Văn Đồng đi thăm các nước Ấn Độ, Sri Lanka, Thái Lan, Indonesia, Philippines, Malaysia, Singapore | Lưu Xuân Thư      | Đạo diễn  | [ 4 ]     |
| 1978 | Bài ca dâng Bác                                                                                                  | Bùi Đình Hạc      | Quay phim |           |
| 1978 | Bầu trời trong sáng                                                                                              | Lưu Xuân Thư      | Đạo diễn  | [ 4 ]     |
| 1978 | Những trang sử bằng đá                                                                                           | Lưu Xuân Thư      | Đạo diễn  |           |
| 1980 | Hồ Chí Minh – Hình ảnh của Người                                                                                 | Đào Trọng Khánh   | Biên tập  |           |
| 1983 | Hà Nội trong mắt ai                                                                                              | Trần Văn Thủy     | Biên kịch | [ 25 ]    |
| 1984 | Điện Biên Phủ - Niềm hy vọng                                                                                     | Đào Trọng Khánh   | Quay phim |           |
| 1987 | Dòng sông đỏ thắm                                                                                                | Lưu Xuân Thư      | Đạo diễn  |           |

## Giải thưởng
| Năm  | Lễ trao giải                      | Phim                | Hạng mục           | Kết quả   | Chú thích |
| ---- | --------------------------------- | ------------------- | ------------------ | --------- | --------- |
| 1973 | Liên hoan phim Việt Nam lần thứ 2 | Đường về quê mẹ     | Quay phim xuất sắc | Đoạt giải | [ 14 ]    |
| 1988 | Liên hoan phim Việt Nam lần thứ 8 | Hà Nội trong mắt ai | Biên kịch xuất sắc | Đoạt giải | [ 14 ]    |